# 亞得里亞體育館
亞得里亞體育館，原稱為BPA廳，是一座位於義大利佩薩羅的室內體育館。體育館座位可容納10323人，在演唱會期間可容納13000人。亞得里亞體育館是義大利第3大體育館。體育館目前為義大利籃球甲級聯賽羅維多利亞自由的主場。

## 外部連結
- 官方網站（页面存档备份，存于） （意大利文）

43°54′10″N 12°52′0″E / 43.90278°N 12.86667°E